# Maurie Fa'asavalu

a Compétitions nationales et continentales officielles uniquement.

b Matchs officiels uniquement.
Dernière mise à jour le 4 mars 2025.
Maurie Fa'asavalu, né le 12 janvier 1980 à Moto'otua (Samoa), est un joueur international samoan de rugby à XV et international britannique et anglais de rugby à XIII. Il est troisième ligne aile à XV et pilier à XIII.

## Biographie

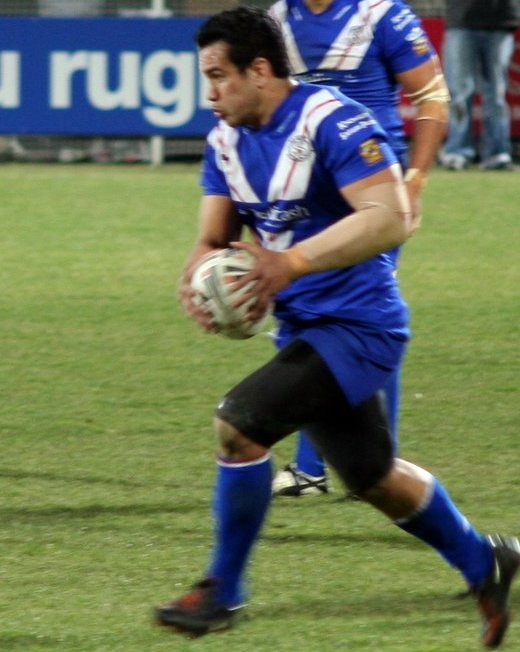
Maurie Fa'asavalu jouant pour le St Helen RLFC.

Maurie Fa'asavalu connaît sa première cape internationale avec l'équipe des Samoa de rugby à XV le 6 juillet 2002, à l'occasion d'un match contre l'équipe d'Afrique du Sud.
En 2004, il passe au rugby à XIII, en signant pour le club anglais de St Helens RLFC. Il joue son premier match de rugby à XIII le 13 mars 2004, face aux Leeds Rhinos.
En 2007, il est sélectionné avec l'équipe de Grande-Bretagne, après avoir vécu quatre ans en Angleterre.

## Palmarès

### En club

#### En rugby à XIII
- Vainqueur de la Super League en 2006 avec le St Helens RLFC.
- Vainqueur de la Coupe d'Angleterre en 2006, 2007 et 2008 avec le St Helens RLFC.

#### En rugby à XV
- Vainqueur du Championnat de France de 2e division en 2017 avec l'US Oyonnax.

### En équipe nationale

#### En rugby à XV
- 28 sélections avec l'équipe des Samoa
- 10 points
- 2 essais
- Nombre de sélections par année : 1 en 2002, 6 en 2003, 7 2011, 5 2012, 5 en 2014, 3 en 2015 et 1 en 2017
- Trois Coupe du monde :
  - 2003 (4 matchs, 4 comme titulaire, 2 essais)
  - 2011 (4 matchs, 4 comme titulaire)
  - 2015 (2 matchs, 2 comme titulaire)

#### En rugby à XIII
- Une sélection avec l'équipe de Grande-Bretagne.
- Trois sélections avec l'équipe d'Angleterre.